# Gennifer Brandon
Gennifer Diane Brandon (Lynwood, 23 novembre 1990) è un'ex cestista statunitense, professionista nella WNBA.

## Carriera
È stata selezionata dalle Chicago Sky al secondo giro del Draft WNBA 2014 (22ª scelta assoluta).